# John J. Grebe
John Josef Grebe, geboren als Hans Josef Grebe (* 1. Februar 1900 in Ürzig, Rheinland; † 1984) war ein deutsch-amerikanischer Physiker.
Der Sohn von Carl und Gertrude (Erbes) Grebe kam im Alter von 14 Jahren in die USA nach Ohio, wo er sieben Jahre später die US-Staatsbürgerschaft erwarb. Nachdem er an der Case School of Applied Science seinen Bachelor of Science in Physik erworben hatte, begann er 1921 bei Dow Chemical, für die er 41 Jahre arbeitete. Er gründete das Dow Physical Research Laboratory und war dessen Direktor. Er hält 64 Patente. Für die Regierung baute er Atomreaktoren für U-Boote und war wesentlich an der Entwicklung von Polystyrol, Styrofoam (ein in den USA gebräuchlicher Handelsname für Polystyrolschaumstoff) und Saran beteiligt. Nachdem er 1965 in den Ruhestand gegangen war, lebte er in Sun City (Arizona).

## Veröffentlichungen
- John J. Grebe, Ray H. Boundy und Robert W. Cermak: The control of chemical processes. In: Transactions of the American Institute of Chemical Engineers. Band 29, 1933, S. 211–255 (englisch).